# Підривники М762, М767

## Опис

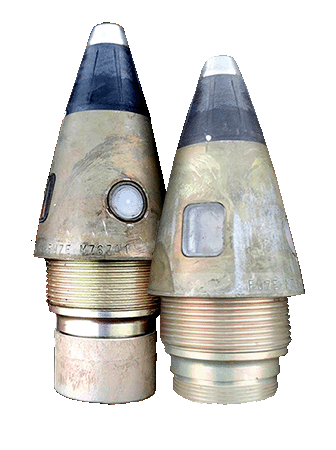
Підривники до гармат М767 та М762

М762, М767 - підривники електронні, годинникового типу, використовуються з боєприпасами калібру від 75 мм до 155 мм для ініціювання повітряного розриву в заданий час.
Підривник М767, крім того, має додатковий вибуховий заряд внизу, щоб спрацьовувати на ударну дію в осколково-фугасних снарядах. 

## Робота
Підривник містить електронну систему синхронізації, яку можна налаштувати в діапазоні 0,5 - 199,9 сек. Встановлений час відображається у вікні рідкокристалічного дисплея. Підривник живиться від літієвої батареї, який активується за 50 мілісекунд до встановленого часу. У випадку коли підривник встановлено на ударну дію, він активується через 0,5 сек після пострілу.

## Установка в бойове положення
Для активації підривника необхідно провернути установче кільце до моменту появи нулів на дисплеї. Далі необхідно натиснути кнопку, що знаходиться в носовій частині та провернути установче кільце до появи прочерків на дисплеї.
Подальшим натисканням на кнопку на дисплеї будуть відображатися чотири нулі. Під першим нулем буде знаходитися трикутний індекс. Поворотом установчого кільця можна змінити нульове положення на значення в секундах.
Перші три значення – це значення часу в секундах, четверте значення – десята частина секунд.
Переміщення індексу здійснюється шляхом натискання на кнопку.

## Технічні характеристики
- загальна довжина: – 13,4 см;
- довжина різьби: – 9,9 см;
- загальний діаметр:- 6,1 см;
- діаметр різьби: – 51 мм;
- вага: –  510 г;
- температурний режим: -43°C + 63°C
- механізм самознищення:-  відсутній;
- активація підривника: – 50 м після вильоту зі ствола;
- підходить для снарядів: – M864, M883, М449, М718, M741 та багатьох інших.

## Джерело
1. Ordnance, Explosives, and Related Items
2. FUZE, ELECTRONIC TIME (ET), M767
3. Боєприпаси до гармат 155 мм